# فوزی فایز
فوزی فایز (عربی: فوزي فايز سبيت خليفة آل علوي؛ زادهٔ ۱۴ ژوئیهٔ ۱۹۸۷) ورزشکار فوتبال اهل امارات متحده عربی است.
از باشگاه‌هایی که در آن بازی کرده‌است می‌توان به باشگاه فوتبال العین اشاره کرد.
وی همچنین در تیم ملی فوتبال امارات متحده عربی بازی کرده‌است.